# Advancing Human Rights
Advancing Human Rights (AHR) är en internationell människorättsorganisation som tjänar till att stödja och uppmärksamma demokrati- och människorättsaktivister som utsätts för politiska förföljelser i deras hemländer.
Advancing Human Rights grundades 2010 av Robert L. Bernstein, som tidigare grundade Human Rights Watch.